# San Carlos del Valle
San Carlos del Valle ist ein Dorf und eine spanische Gemeinde (municipio) mit 1.071 Einwohnern (Stand: 2024) im Südosten der historischen Landschaft La Mancha in der Provinz Ciudad Real in der Region Kastilien-La Mancha in Zentralspanien. 

## Lage und Klima
San Carlos del Valle liegt etwa 85 Kilometer ostsüdöstlich von Ciudad Real in einer Höhe von ca. 835 m. Das Klima ist meist trocken und warm; der spärliche Regen (ca. 499 mm/Jahr) fällt überwiegend in den Wintermonaten.

## Bevölkerungsentwicklung
| Jahr      | 1970 | 1981 | 1991 | 2001 | 2011 | 2021 |
| Einwohner | 1455 | 1290 | 1298 | 1236 | 1207 | 1088 |

Infolge der Mechanisierung der Landwirtschaft, der Aufgabe bäuerlicher Kleinbetriebe („Höfesterben“) und der dadurch ausgelösten „Landflucht“ ist die Einwohnerzahl der Kleinstadt in der zweiten Hälfte des 20. Jahrhunderts deutlich gesunken.

## Sehenswürdigkeiten
- Christuskirche (Iglesia del Cristo)
- Helenenkapelle

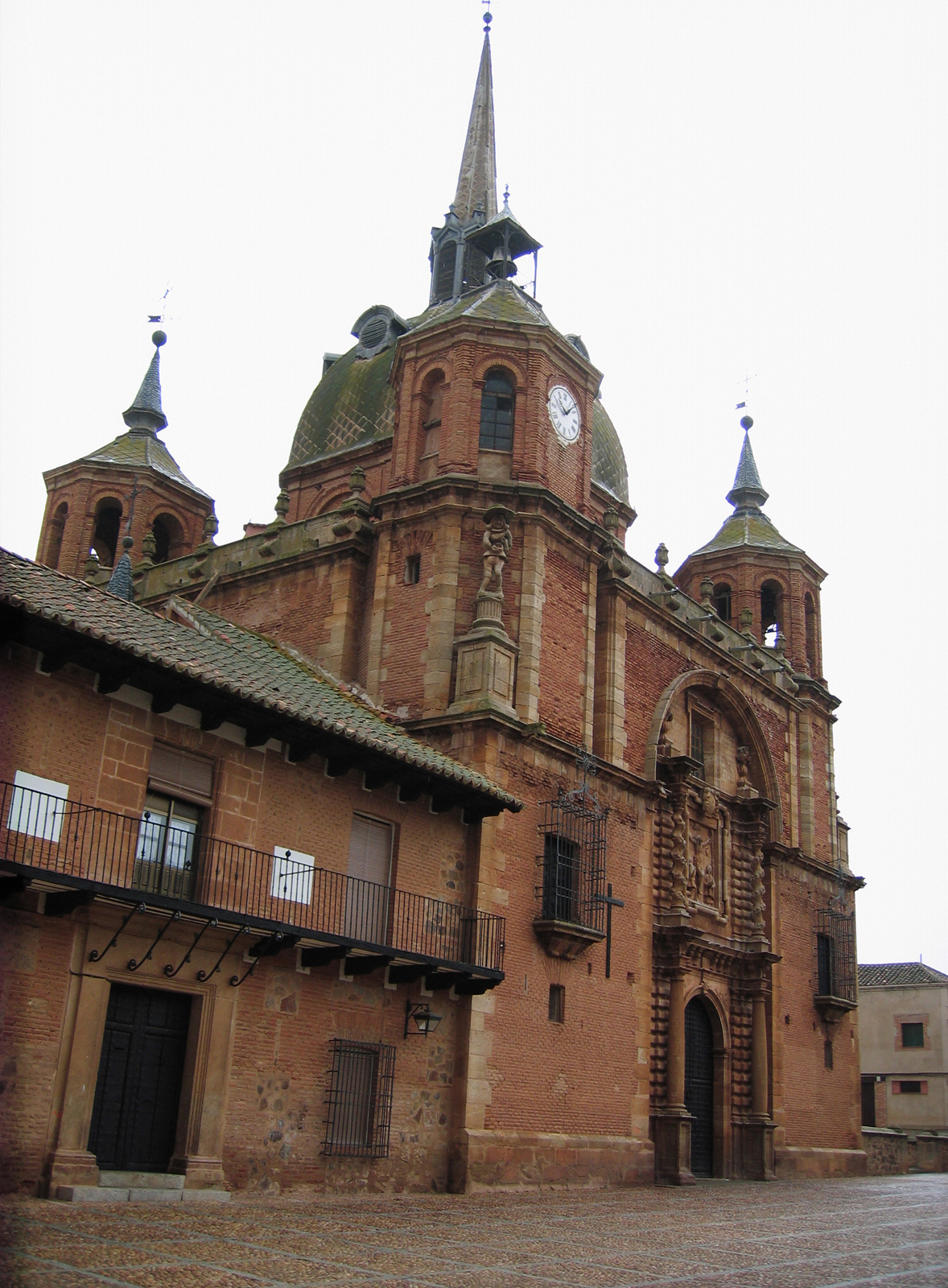
Christuskirche
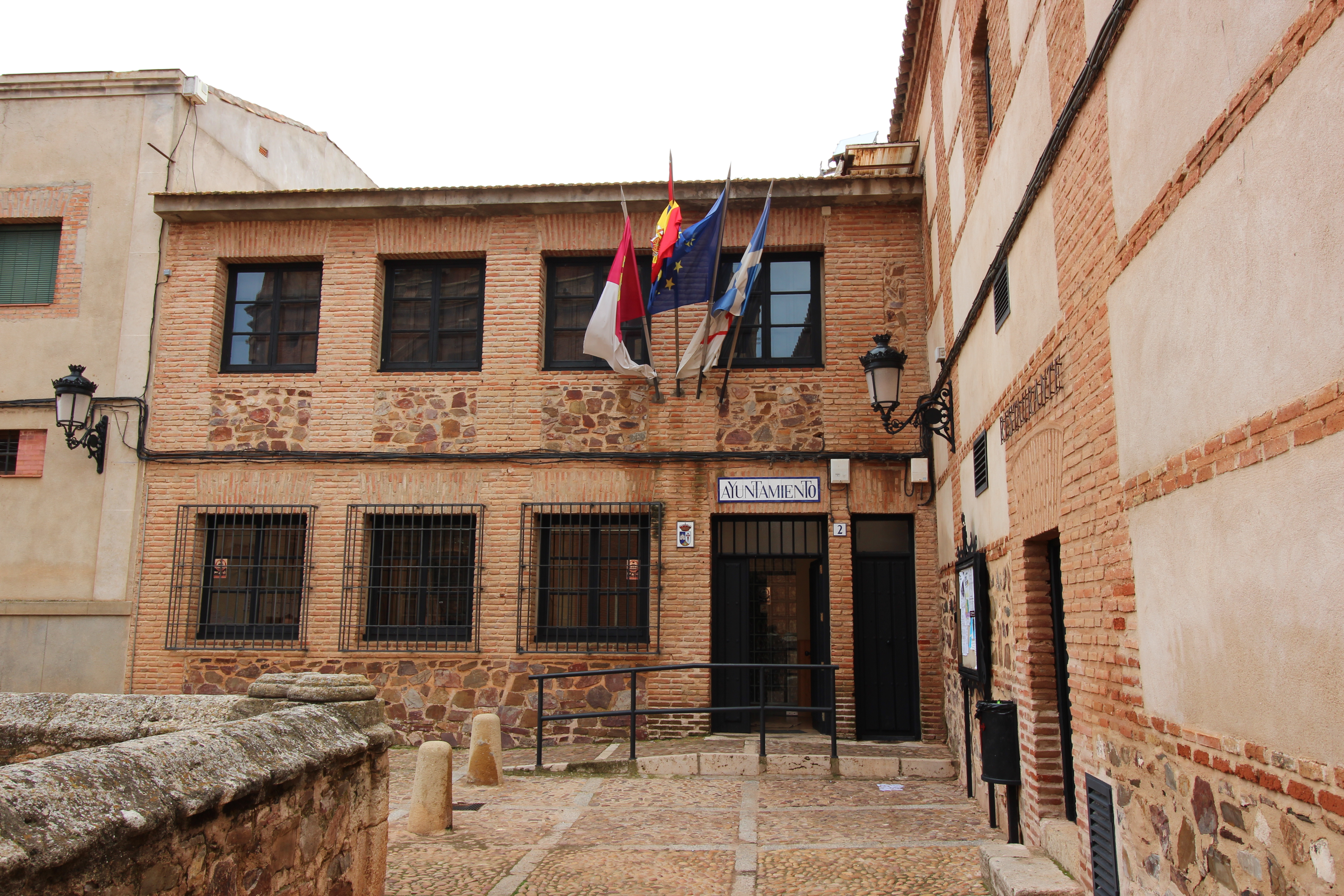
Rathaus